# 가사하라 스나오
가사하라 스나오(일본어: 笠原 淳, 1989년 7월 21일 ~ )는 일본의 축구 선수이다.

## 구단 경력
그는 2014년부터 2023년까지 J리그의 FC 류큐, 그루자 모리오카, FC 오사카에서 활동하였다.